# Norberto Mena
Norberto Mena Martínez (Aguascalientes, 23 agosto 1959 – 11 marzo 2017) è stato un cestista messicano.

## Carriera
Con la maglia del Messico ha disputato tre edizioni dei Campionati americani (1984, 1988, 1989) oltre ai Giochi panamericani del 1983 e a quelli del 1987.